# Cendrillon et le Prince (pas trop) charmant
Pour plus de détails, voir Fiche technique et Distribution.
Cendrillon et le Prince (pas trop) charmant ou Au royaume désenchanté au Québec (Happily N'Ever After) est un film d'animation 3D américain-allemande réalisé par Paul J. Bolger, sorti en 2006. Le film constitue une parodie des contes de Grimm ou contes de fées traditionnels, un peu à la manière de la série de films Shrek.
Le film est inspiré de la série animée allemande Simsala Grimm.

## Synopsis
L'action se situe sur les terres enchantées du pays des contes de fées. Munk et Mambo, les assistants du magicien qui s'assurent de l'équilibre entre le bien et le mal dans cette belle contrée, se voient confier la garde de la balance et du bâton magique de leur maître. L'équilibre entre le bien et le mal fait en sorte que chaque conte a sa fin heureuse. Cependant, dans l'histoire de Cendrillon, lors du grand bal du Prince, la méchante belle-mère, Frieda (Sigourney Weaver dans la version américaine), apprend où se situe la cachette du magicien et vole le bâton magique. Elle prend alors le contrôle du Royaume où règnent désormais les méchants. La princesse Sandy, diminutif de Cendrillon, se lance alors, en compagnie de Munk et Mambo, ainsi que Rick, le serviteur du Prince, à la recherche du Prince Charmant pour stopper Frieda. Au cours de l'histoire, elle devra résoudre un difficile dilemme amoureux : choisir celui qu'elle aime entre le Prince Charmant, ou le grand amour, qui n'est autre que Rick, qui l'aime depuis le tout début.

## Fiche technique
- Titre original : Happily N'Ever After
- Titre en France : Cendrillon et le Prince (pas trop) charmant
- Titre au Québec : Au royaume désenchanté
- Réalisation : Paul J. Bolger
- Scénario : Robert Moreland
- Musique : James L. Venable
- Production : John H. Williams, pour Vanguard Animation
- Distribution :
  -  États-Unis : Lionsgate
  -  France : Groupe TF1
- Pays :  États-Unis,  Allemagne
- Durée : 87 minutes
- Dates de sortie :
  -  Australie 16 décembre 2006
  -  États-Unis : 5 janvier 2007
  -  France : 28 mars 2007

## Distribution

### Voix originales
- Sigourney Weaver : Frieda
- Sarah Michelle Gellar : Cendrillon, dit Sandy
- Freddie Prinze, Jr. : Rick
- George Carlin : le magicien
- Michael McShane : Rumplestiltskin
- Patrick Warburton : le Prince charmant
- Andy Dick : Mambo
- Wallace Shawn : le moine
- Jon Polito : le loup
- John DiMaggio : Dwarf 1 et 2 / le géant

### Voix françaises
- Catherine Frot : Frieda
- Laura Smet : Cendrillon, dit Sandy
- Bruno Salomone : Rick
- Dany Boon : le Prince charmant
- Éric Judor : Munk
- Ramzy Bedia : Mambo
- Audrey Lamy : la belle fille no 1
- Patrick Bonnel : le loup
- Jean-Yves Chatelais : Nain no 1 et no 2 / le géant
- Jean-Marie Burucoa : Rumpelstiltskin

Source et légende : Version française sur le site d’AlterEgo (la société de doublage)

### Voix québécoises
- Anne Dorval : Frieda
- Catherine Trudeau : Sandy (Cendrillon)
- Martin Watier : Rick
- Pierre Brassard : le Prince charmant
- Vincent Davy : le sorcier
- Guy Nadon : Munk
- Rachid Badouri : Mambo
- Hugolin Chevrette : Rumplestiltskin
- Élise Bertrand : la mère-fée

## Staff

### Coopérations de productions
- Adobe (Édition d'images)
- Alias (Modélisation 3D, Rigging, Animation 3D, Pipeline 3D, Rendu)
- Next Limit Technologies (Dynamique des fluides)
- Avid Technology (Édition d'images, Effets visuels)
- Apple (Compositing)
- Liquid Dream Solutions (Rendu)

### Logiciels des productions
- Adobe Photoshop
- Alias Maya
- RealFlow
- Avid DS
- Shake
- Butterfly Net Render

## Anecdotes
- C'est le cinquième film auquel Sarah Michelle Gellar et Freddie Prinze Jr. collaborent.
- C'est également le premier film d'animation auquel ils prêtent ensemble leur voix.